# エンノモス
エンノモス（古希: Ἔννομος, Ennomos）は、ギリシア神話の人物である。アルシノオスの子で、クロミオスと兄弟。鳥占いに長けた人物で、トロイア戦争の10年目にクロミオスとともにミューシアの軍勢を率いてトロイアの救援に駆けつけた。しかしエンノモスは占術で自らを救うことができず、『イーリアス』2巻で早々にスカマンドロス川でアキレウスと戦って戦死することが語られている。ただしアキレウスのスカマンドロス川での戦いについて語られている『イーリアス』21巻ではエンノモスの死について語られていない。

## その他のエンノモス
- トロイア人。トロイア戦争でオデュッセウスに討たれた[6][7]。